# Europese kampioenschappen boksen vrouwen 2014
De Europese kampioenschappen boksen voor vrouwen 2014 werden van zaterdag 31 mei tot en met zaterdag 7 juni gehouden in de Polyvalent Hall in de Roemeense hoofdstad Boekarest. De negende editie van het vrouwentoernooi stond onder auspiciën van de European Boxing Confederation (EUBC).

## Programma
|  | Voorrondes | ● | Finales |

| za 31 | zo 1 | ma 2 | di 3 | wo 4 | do 5 | vr 6 | za 7 | Totaal |
| ----- | ---- | ---- | ---- | ---- | ---- | ---- | ---- | ------ |
|       |      |      |      |      |      |      | 10   | 10     |

## Medaillewinnaars
| Gewichtsklasse              | Goud                | Zilver            | Brons                            |
| --------------------------- | ------------------- | ----------------- | -------------------------------- |
| Lichtvlieggewicht (–48 kg)  | Steluta Duta        | Sevda Asenova     | Annamarie Stark Ayse Cagirir     |
| Vlieggewicht (–51 kg)       | Stoyka Petrova      | Sayana Sagatayeva | Katalin Ancsin Vassilia Lkhadiri |
| Bantamgewicht (–54 kg)      | Marzia Davide       | Ewelina Wicherska | Elena Saveleva Marine Rostand    |
| Vedergewicht (–57 kg)       | Zinaida Dobrynina   | Svetlana Kamenova | Alessia Mesiano Marina Malovana  |
| Lichtgewicht (–60 kg)       | Katie Taylor        | Estelle Mossely   | Denitsa Eliseyeva Sofia Ochigava |
| Weltergewicht (–64 kg)      | Anastasia Belyakova | Natasha Jonas     | Kinga Siwa Simona Sitar          |
| Zwaarweltergewicht (–69 kg) | Elena Vystropova    | Stacey Copeland   | Mihaela Cristiana Claire Grace   |
| Middengewicht (–75 kg)      | Nouchka Fontijn     | Sarah Scheurich   | Timea Nagy Leila Dzhavadova      |
| Halfzwaargewicht (–81 kg)   | Liliya Durnyeva     | Florina Radu      | Petra Szatmari Anamarija Maršić  |
| Zwaargewicht (+81 kg)       | Mária Kovács        | Flavia Severin    | Emine Bozduman Luminita Turcin   |

## Medaillespiegel
| Plaats | Land         | Goud | Zilver | Brons | Totaal |
| 1      | Rusland      | 2    | 1      | 2     | 5      |
| 2      | Bulgarije    | 1    | 2      | 1     | 4      |
| 3      | Roemenië     | 1    | 1      | 3     | 5      |
| 4      | Italië       | 1    | 1      | 1     | 3      |
| 5      | Hongarije    | 1    | 0      | 3     | 4      |
| 6      | Azerbeidzjan | 1    | 0      | 1     | 2      |
| 6      | Ierland      | 1    | 0      | 1     | 2      |
| 6      | Oekraïne     | 1    | 0      | 1     | 2      |
| 9      | Nederland    | 1    | 0      | 0     | 1      |
| 10     | Engeland     | 0    | 2      | 0     | 2      |
| 11     | Frankrijk    | 0    | 1      | 2     | 3      |
| 12     | Duitsland    | 0    | 1      | 1     | 2      |
| 12     | Polen        | 0    | 1      | 1     | 2      |
| 14     | Turkije      | 0    | 0      | 2     | 2      |
| 15     | Kroatië      | 0    | 0      | 1     | 1      |
| Totaal | Totaal       | 10   | 10     | 20    | 40     |

## Deelnemende landen
Er deden 163 boksers uit 30 landen mee aan het toernooi. De vier Noorse boksers deden mee onder de vlag van de EUBC.
- Armenië (2)
- Azerbeidzjan (7)
- Bulgarije (5)
- Denemarken (1)
- Duitsland (8)
- Engeland (7)
- EUBC [Noorse boksers] (4)
- Finland (4)
- Frankrijk (7)
- Hongarije (10)
- Ierland (5)
- Israël (2)
- Italië (8)
- Kroatië (7)
- Litouwen (2)
- Moldavië (3)
- Nederland (4)
- Oekraïne (10)
- Polen (7)
- Roemenië (10)
- Rusland (10)
- Servië (6)
- Slovenië (2)
- Slowakije (2)
- Spanje (5)
- Tsjechië (2)
- Turkije (9)
- Wit-Rusland (6)
- Zweden (6)
- Zwitserland (2)